# Giang Brothers

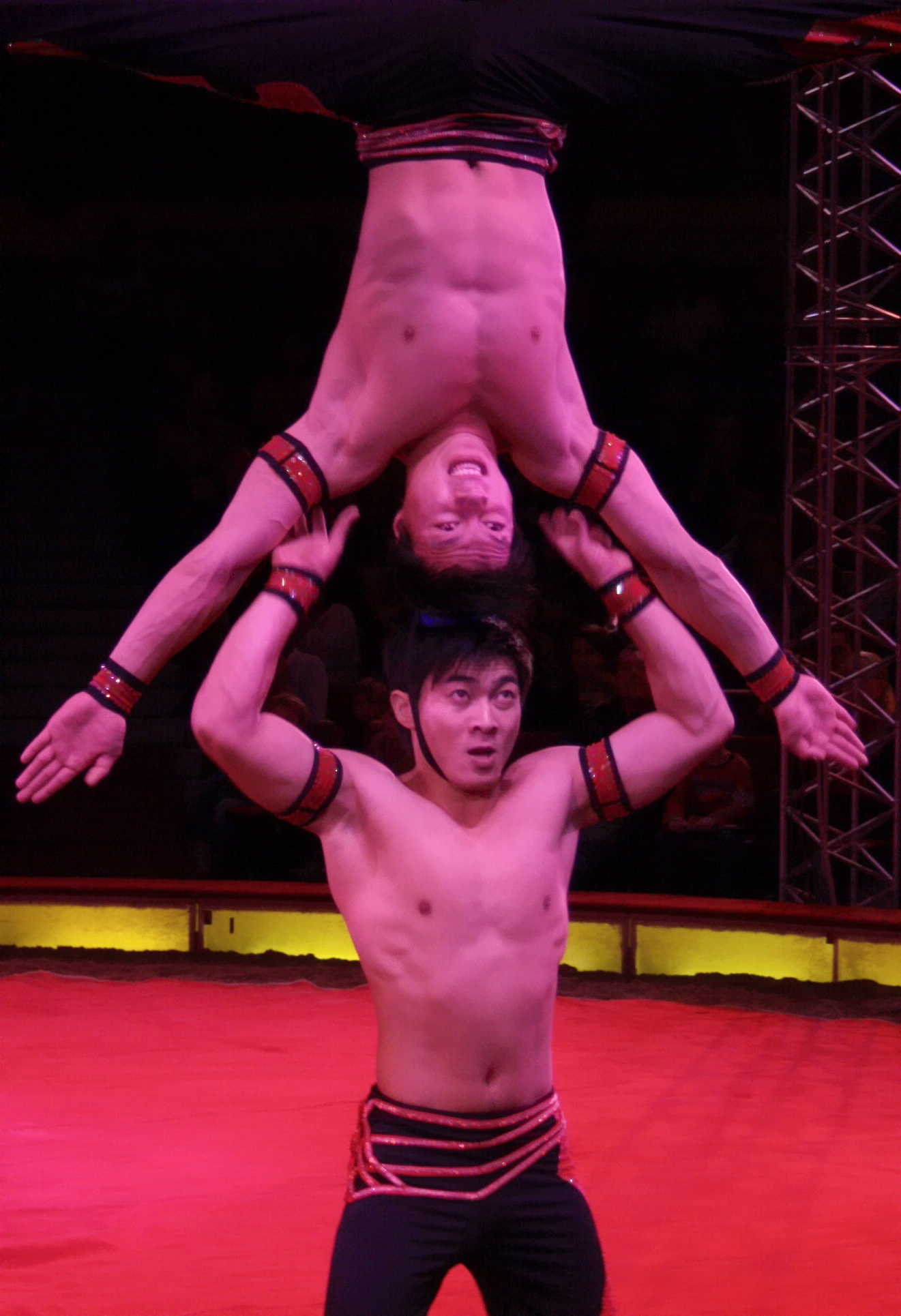
Giang Quốc Cơ và Giang Quốc Nghiệp là những nghệ sĩ ưu tú trẻ nhất Việt Nam

Giang Brothers hay Giang Brothers Việt Nam là tên nhóm xiếc của hai anh em Nghệ sĩ ưu tú Giang Quốc Cơ và Giang Quốc Nghiệp. Nhóm xiếc đã giành nhiều giải thưởng tại Việt Nam và nước ngoài. Hiện tại, hai anh đang thử sức với nghề người mẫu. Trong khi đó, Quốc Nghiệp còn say mê môn golf từ lâu. Anh muốn chơi golf và hướng đến vai trò huấn luyện viên golf.

## Tiểu sử
Giang Quốc Cơ (sinh năm 1984) và Giang Quốc Nghiệp (sinh năm 1989) sinh ra trong một gia đình có truyền thống võ thuật và xiếc. Hai anh là con của võ sư Giang Kiếm Thanh (hay còn được gọi với cái tên thân mật là lương y Thanh). Ông là một lương y từng làm việc tại bệnh viện Y học cổ truyền Thành phố Hồ Chí Minh, nay đã về hưu. Chị gái của hai anh là Giang Mỹ Phụng (sinh năm 1979), cũng là diễn viên xiếc.

## Thành tích
Quốc Cơ & Quốc Nghiệp hiện nắm giữ cùng lúc hai Kỷ lục Guinness thế giới:
1. Chồng đầu đi lên nhiều bậc thang nhất: 90 bậc thang (hoàn thành trong 52 giây), lập tại Nhà thờ chính tòa Girona, Tây Ban Nha vào ngày 10 tháng 1 năm 2017, phá kỷ lục trước đó của Tang Tao và Su Zengxian (Trung Quốc) thiết lập năm 2014 với 25 bậc thang.
2. Bịt mắt, chồng đầu đi lên và xuống 10 bậc thang trong thời gian nhanh nhất: 53.97 giây tại Chương trình La Notte dei Record (The Night of Records), TV8, Ý, vào ngày 31 tháng 12 năm 2018.
3. Chồng đầu đi lên nhiều bậc thang nhất: 100 bậc thang (hoàn thành trong 53 giây), tại nhà thờ Girona, Tây Ban Nha, vào ngày 23 tháng 12 năm 2021, phá kỷ lục của chính mình năm 2017.
4. Chồng đầu leo 10 bậc thang, di chuyển trên đường rộng 50 cm, dài 10 m, sau đó đi xuống 10 bậc trong 1 phút 55 giây tại thành phố Milan vào ngày 3 tháng 2 (theo giờ địa phương) trong điều kiện thời tiết khoảng 6°C. Và đây cũng là kỷ lục cuối cùng trong sự nghiệp của mình.
Tháng 6 năm 2018, Giang Brothers là nhóm thí sinh duy nhất không phải là người Anh, lọt vào đêm chung kết của Britain's Got Talent (mùa 12). Tuy chỉ đứng trong top 5 đêm chung kết nhưng Giang Brothers đã giành được 9,5% số phiếu bình chọn của khán giả.
Hai anh em Quốc Cơ và Quốc Nghiệp cũng có thêm một kỷ lục nữa đó là Nghệ sĩ ưu tú trẻ nhất Việt Nam. Quốc Cơ được phong tặng năm 28 tuổi, Quốc Nghiệp năm 26 tuổi.

## Gia đình
Năm 2016, Quốc Cơ kết hôn với MC Én vàng 2006 Nguyễn Hồng Phượng (sinh năm 1984) của Đài truyền hình Thành phố Hồ Chí Minh và có hai con (Giang Vĩ Lâm và Giang Khả Vy). Còn Quốc Nghiệp chung sống như vợ chồng cùng ca sĩ, giảng viên Nhạc viện Thành phố Hồ Chí Minh Lê Như Ngọc Mai (hơn Quốc Nghiệp 2 tuổi) từ năm 2015 đến nay và có hai con (Giang Hùng Tâm và Giang Tuệ Tâm An).

## Tranh cãi
Vợ chồng Quốc Nghiệp – Ngọc Mai khi quay video ở Mỹ có cờ chế độ Việt Nam Cộng hòa treo ở đầu giường tại nhà của tình nguyện viên.